# Andersonville (Ohio)
Andersonville é um lugar designado pelo censo localizado no condado de Ross no estado estadounidense de Ohio. No Censo de 2010 tinha uma população de 779 habitantes e uma densidade populacional de 132,27 pessoas por km².

## Geografia
Andersonville encontra-se localizado nas coordenadas 39° 26′ 02″ N, 83° 01′ 08″ O. Segundo a Departamento do Censo dos Estados Unidos, Andersonville tem uma superfície total de 5.89 km², da qual 5.89 km² correspondem a terra firme e (0%) 0 km² é água.

## Demografia
Segundo o censo de 2010, tinha 779 pessoas residindo em Andersonville. A densidade populacional era de 132,27 hab./km². Dos 779 habitantes, Andersonville estava composto pelo 96.28% brancos, o 1.93% eram afroamericanos, o 0% eram amerindios, o 0.39% eram asiáticos, o 0% eram insulares do Pacífico, o 0.26% eram de outras raças e o 1.16% pertenciam a duas ou mais raças. Do total da população o 1.67% eram hispanos ou latinos de qualquer raça.